# Aigis
Die Aigis (altgriechisch αἰγίς, Gen. αἰγίδος, lateinisch aegis, -idis, davon deutsch Ägis) ist ein Gegenstand aus der griechischen Mythologie. Ihr Aussehen ist nicht einheitlich überliefert. Bei Homer deutet das Wort im Falle des „Aigis-Trägers“ (αἰγίοχος aigiochos) Zeus häufig auf einen (Ziegenfell-)Schild hin, den dieser auch Apollon leiht. Athene trägt die Aigis dagegen als Schultertuch oder Umhang und wird so später auch auf den Vasen dargestellt. Die Aigis schützt zum einen ihren Träger und dient zum anderen dazu, Gewitter heraufziehen zu lassen. Wenn sie geschüttelt wird, führt das zu Blitz, Donner und dunklen Wetterwolken.

## Etymologie
Die etymologische Herleitung des Wortes ist unklar. Vermutet wird, dass sich aigis von dem altgriechischen Begriff für „Ziege“ (αἴξ aíx, Stamm: aig-) ableiten und im ursprünglichen Sinne „Ziegenfell“ bedeutet haben könnte. Als möglich erachtet wird ferner eine Ableitung vom Verb ἀίσσειν aïssein („stürmen, stürzen“; Stamm: aïg-), womit καταιγίς kataigís („Wirbelsturm“) zusammenhängt. Es wird in der Forschung aber auch darauf hingewiesen, dass die etymologische Deutung religiöser Symbole und damit auch der Aigis „unbrauchbar“ sei.

## Mythologie

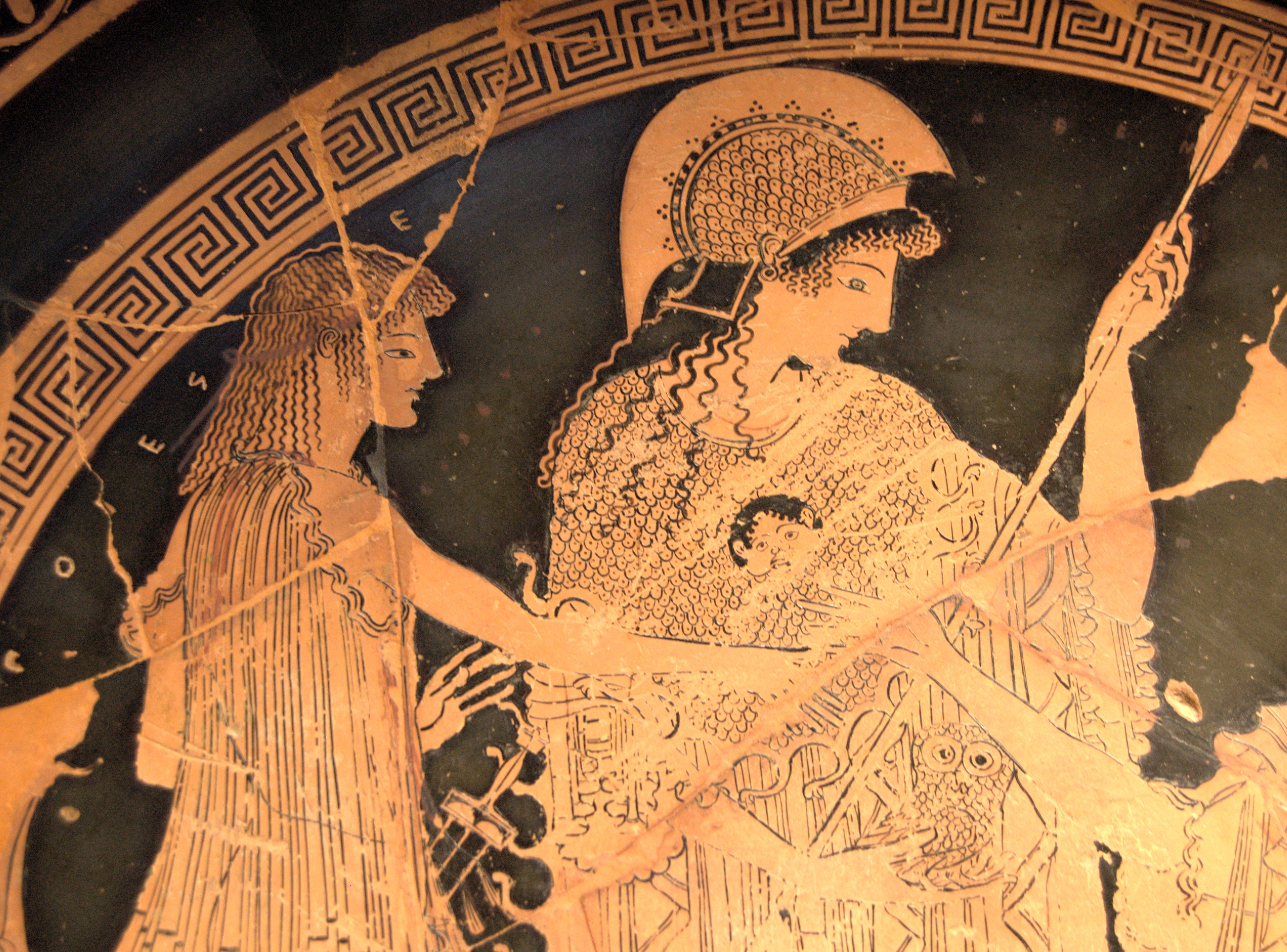
Pallas Athene mit Aigis, Helm, Lanze und Schild, um 500 v. Chr.

Laut Homer gab der Gott der Schmiedekunst Hephaistos die Aigis seinem Vater Zeus „als Schrecken der Männer“. Sie ist unzerstörbar, selbst der Blitz des Zeus kann ihr nichts anhaben. Auf der Aigis der Athene, die zum Teil als zweite, von derjenigen des Zeus verschiedene Aigis angesehen wird, befindet sich das Haupt der Gorgo. Eine ähnliche Beschreibung erfährt in der Ilias der Schild des Agamemnon, der ebenfalls die Gorgo trägt. Die Aigis ist ein Symbol der göttlichen Macht, welches die Menschen in Furcht versetzt. In der Ilias schreitet Apollon den Troern voran, als sie die Mauer um das Schiffslager der Achaier durchbrechen, und schüttelt die Aigis, was die Achaier in Schrecken versetzt. Athene wiederum legt Achilleus die Aigis um dessen Schultern, was dessen Dominanz auf dem Schlachtfeld nach dem Tod des Patroklos vorausahnen lässt. Am Ende der Ilias dient die als golden bezeichnete Aigis allerdings auch dazu, den Leichnam Hektors zu schützen.

## Verwendungen

### Antike
Neben dem apotropäischen Charakter der Aigis, der sich sowohl auf ihren Träger wie auch auf die jeweiligen Schutzbefohlenen des Trägers erstreckte, war die Aigis als Attribut des Zeus auch ein Symbol der Herrschaft. Bildliche Darstellungen zeigen Alexander den Großen mit Aigis-Mantel. Nur literarisch überliefert ist eine Caesar-Statue, die in Konstantinopel gestanden haben soll.

### Gegenwart
Von der Aigis abgeleitet ist die Redewendung „unter jemandes Ägide (Schutz, Obhut) stehen“.
Der Begriff lebt auch im männlichen Vornamen Ägidius weiter.
Heute kommt der Begriff häufig in Namen von Überwachungsunternehmen, Warn- oder Schutzsystemen vor. AEGIS (Airborne Early Warning Ground Environment Integration Segment) ist ein elektronisches Warn- und Feuerleitsystem auf Kriegsschiffen der US Navy.
Mehrere Computerspiele bedienen sich des Begriffes „Aegis“, darunter Dead Space (Planet namens Aegis VII), AR-Spiel Ingress („Aegis Shield“, der Angriffe auf Portale abschwächt), No Man's Sky („Aigis“ als höchster Rang der Söldner-Gilde), Supreme Commander 2 in der spielbaren Fraction „UEF“ (Aegis als größtes baubares Shield) und Age of Empires 2 („aegis“ als Cheat-Code für sofortiges Bauen bzw. Fertigstellen von Gebäuden und Einheiten). Bei den Meisterschaften „The International“ des Computerspiels DotA 2 ist die Siegertrophäe ein „Aegis of the Champion“ genannter Schild.